# إيرينا دوبتسوفا
إيرينا فيكتوروفنا دوبتسوفا (الروسية: Ирина Викторовна Дубцова) (من مواليد 14 فبراير 1982) مغنية وكاتبة أغاني وممثلة روسية.
وهي الفائزة بالموسم الرابع من فابريكا زفيوزد (2004)، وأصدرت ثلاثة ألبومات حتى الآن، ووصلت إلى مراكز عالية في قوائم الموسيقى الروسية مع العديد من الأغاني.
كتبت دوبتسوفا أغاني لفنانين مشهورين آخرين مثل آني لوراك، تيماتي، فيليب كيركوروف، بولينا غاغارينا، ألسو، زارا، سلافا، ساشا غراديفا وآخرين.

## روابط خارجية
- إيرينا دوبتسوفا على فكونتاكتي
- ايرينا دوبتسوفا على يوتيوب
- إيرينا دوبتسوفا على تويتر
- إيرينا دوبتسوفا على موقع 7days.ru (بالروسية)
- إيرينا دوبتسوفا: «أنا شابة ناجحة» — مقابلة على الموقع 7 أيام (بالروسية)